# Euphyia phaedra
Euphyia phaedra là một loài bướm đêm trong họ Geometridae.